# NGC 6132
NGC 6132 este o radiogalaxie situată în constelația Hercule. A fost descoperită în 16 iulie 1876 de către Édouard Stephan⁠(d). Se află la o distanță de 72,11 de megaparseci de Pământ.